# 뉴문 (소설)

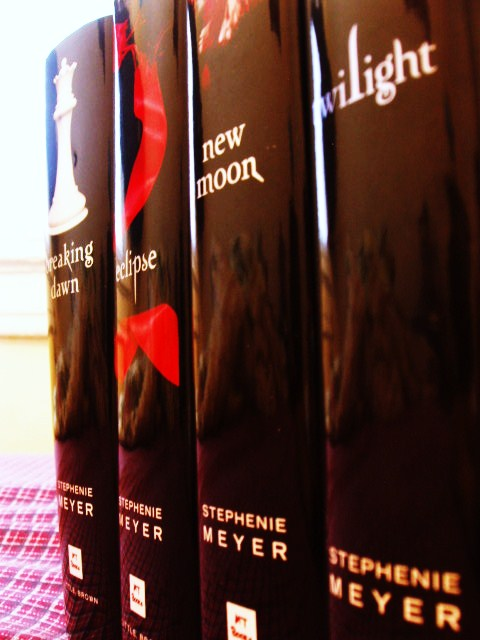

뉴문(New Moon)은 작가 스테프니 메이어(Stephenie Meyer)의 판타지-로맨스 소설로, 트와일라잇 시리즈의 두 번째 작품이다. 작가 메이어에 의하면, 이 소설은 진실된 사랑을 잃는 것에 대한 내용을 담고 있다.
소설의 제목은 달의 순환 단계에서 가장 어두운 단계를 나타내고 있으며, 이것은 뉴문이 주인공 벨라(Bella)의 삶에서 가장 어두운 시기를 나타내고 있다는 것을 보여준다. 메이어의 성공적인 데뷔 소설《트와일라잇》에 이어서 이 소설은 2006년에 하드커버로 최초 발간되었다. 이 소설을 바탕으로 한 영화 《뉴문》이 2009년에 개봉되기도 하였다.
미국에서의 초판 발행 이후에, 뉴문은 베스트셀러 목록에 빠르게 올라갔으며, 올해의 가장 기대되는 책들 중의 한권으로서 자리매김하였다. 이 소설은 New York Times' 베스트셀러 리스트 와 USA Today's Top 150 Bestsellers에 정상에 올랐으며, 2008년 가장 많이 팔리는 청소년 페이퍼백(paperback) 으로서 530만권이 넘게 발행이 되었다.